# Pimelodella ophthalmica
Pimelodella ophthalmica es una especie de pez de la familia Heptapteridae en el orden de los Siluriformes.

## Morfología
Los machos pueden llegar alcanzar los 14,5 cm de 
longitud total.

## Distribución y hábitat
Es un pez de agua dulce que se encuentra en la cuenca alta del río Amazonas, en Perú. 